# Episymploce simmonsi
Episymploce simmonsi är en kackerlacksart som beskrevs av Roth, L. M. 1997. Episymploce simmonsi ingår i släktet Episymploce och familjen småkackerlackor. Inga underarter finns listade i Catalogue of Life.